# TvN STORY
tvN Story（韓語：tvN 스토리）是CJ ENM旗下的一個有線電視台，前身為Channel F、美食頻道、Olive。於2000年6月1日開播，原為美食頻道，後轉型為女性生活頻道，現今則將受眾擴展至中年觀眾。

## 歷史

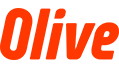
2018年至2021年

### CJ集團
CJ集團（前身為第一製糖）旗下的網路音樂電視台Mnet自2000年3月1日起，在網路進行料理電視台「Channel F」（채널F）的試驗放送。同年5月22日早上10點起，進行2小時半的有線電視試播；6月1日早上8點起，開始在有線電視放送。頻道每日播放18小時（早上8點至隔日凌晨2點），料理節目佔50%、外食與飲食情報節目佔25%、娛樂性等其他料理節目佔25%，同時外購美國美食頻道的節目來放映。6月11日，Mnet和韓國Lycos合作，於「Food Channel」網站播放Channel F的節目。
2002年1月14日，進行大規模改版，並為強調頻道主題，更名為「美食頻道」（푸드채널；）。2005年6月27日，CJ媒體將頻道更名為「Olive電視網」（올리브 네트워크；），頻道名稱有「All Live」與「Oh Live」的含義。Olive改以20至40歲女性為受眾，料理、時尚、流行、健康等自製節目約佔60%，並購入海外真人實境節目、談話節目等，飲食文化相關節目則維持在43%。2007年，改版為「O'live」，以25至39歲女性為受眾。

### CJ集團收購On-Media
2009年12月，CJ O Shopping買下好麗友的股份，收購了On-Media，與競爭頻道「OnStyle」成了姊妹台。由於兩個頻道的定位相似，因此Olive在2011年3月13日改回美食生活風格頻道，以25至44歲女性為受眾。
2017年5月，Olive更改台徽設計，並擴大節目取向，重新定位為生活風格頻道，除了美食，也製播旅行、生活相關等節目。
2021年5月1日起，Olive更名為「tvN Story」，將受眾擴展至中年觀眾，著重描繪新世代成年人的故事，而原名「Olive」則由OnStyle更名使用。2022年5月20日，tvN Sport取代了Olive，Olive頻道正式走入歷史。

## 外部連結
- 官方网站